# Lee Wallace
Lee Wallace (Edinburgh, 1 augustus 1987) is een Schots voormalig voetballer die doorgaans speelde als linksback. Tussen 2004 en 2022 was hij actief voor Heart of Midlothian, Rangers en Queens Park Rangers. Wallace maakte in 2009 zijn debuut in het Schots voetbalelftal en kwam uiteindelijk tot tien interlandoptredens.

## Clubcarrière
Wallace speelde in de jeugd van Heart of Midlothian en in 2004 ondertekende hij zijn eerste professionele contract bij die club. Gedurende het seizoen 2004/05 debuteerde hij in de hoofdmacht. De linksback werkte zich omhoog tot basisspeler en voorafgaand aan de jaargang 2010/11 werd hij gekozen als reserve-aanvoerder van het eerste elftal. Een maand later raakte Wallace in een interland geblesseerd, waardoor hij een groot deel van het seizoen aan zich voorbij zag gaan. Hij kwam nog tot negen competitiewedstrijden dat seizoen. In de zomer van 2011 verkaste de vleugelverdediger naar Rangers, waar hij zijn handtekening zette onder een verbintenis voor de duur van vijf seizoenen. Nadat Rangers een doorstart moest maken na een faillissement, bleef Wallace de club trouw en hij zakte mee af naar het vierde niveau. Bij het nieuwe Rangers tekende de Schots international een contract voor vijf seizoenen. In vier jaar tijd promoveerde Rangers drie keer en na die jaren keerde de club terug op het hoogste niveau. Wallace werd benoemd tot aanvoerder van de club. Na de promotie in 2016 verlengde de linksachter zijn contract met twee seizoenen tot medio 2019. Na afloop van dit contract werd hij transfervrij aangetrokken door Queens Park Rangers, waar hij tekende voor drie jaar. Na die seizoenen vertrok hij bij QPR en besloot hij op vijfendertigjarige leeftijd een punt te zetten achter zijn actieve loopbaan.

## Clubstatistieken
| Seizoen | Club                | Competitie     | Competitie | Competitie | Beker | Beker | Internationaal | Internationaal | Totaal | Totaal |
| Seizoen | Club                | Competitie     | Wed.       | Dlp.       | Wed.  | Dlp.  | Wed.           | Dlp.           | Wed.   | Dlp.   |
| ------- | ------------------- | -------------- | ---------- | ---------- | ----- | ----- | -------------- | -------------- | ------ | ------ |
| 2004/05 | Heart of Midlothian | Premier League | 13         | 0          | 4     | 1     | 0              | 0              | 17     | 1      |
| 2005/06 | Heart of Midlothian | Premier League | 13         | 0          | 2     | 0     | —              | —              | 15     | 0      |
| 2006/07 | Heart of Midlothian | Premier League | 17         | 0          | 2     | 0     | 4              | 0              | 23     | 0      |
| 2007/08 | Heart of Midlothian | Premier League | 21         | 0          | 2     | 0     | —              | —              | 23     | 0      |
| 2008/09 | Heart of Midlothian | Premier League | 34         | 2          | 3     | 0     | —              | —              | 37     | 2      |
| 2009/10 | Heart of Midlothian | Premier League | 32         | 1          | 3     | 0     | 0              | 0              | 35     | 1      |
| 2010/11 | Heart of Midlothian | Premier League | 9          | 0          | 1     | 0     | —              | —              | 10     | 0      |
| 2011/12 | Rangers             | Premier League | 28         | 2          | 2     | 0     | 4              | 0              | 34     | 2      |
| 2012/13 | Rangers             | Third Division | 33         | 3          | 9     | 1     | —              | —              | 42     | 4      |
| 2013/14 | Rangers             | League One     | 28         | 3          | 11    | 0     | —              | —              | 39     | 3      |
| 2014/15 | Rangers             | Championship   | 37         | 4          | 10    | 0     | —              | —              | 47     | 4      |
| 2015/16 | Rangers             | Championship   | 36         | 7          | 14    | 2     | —              | —              | 50     | 9      |
| 2016/17 | Rangers             | Premiership    | 27         | 3          | 8     | 0     | —              | —              | 35     | 3      |
| 2017/18 | Rangers             | Premiership    | 5          | 0          | 1     | 0     | 2              | 0              | 8      | 0      |
| 2018/19 | Rangers             | Premiership    | 3          | 0          | 0     | 0     | 0              | 0              | 3      | 0      |
| 2019/20 | Queens Park Rangers | Championship   | 11         | 0          | 1     | 1     | —              | —              | 12     | 1      |
| 2020/21 | Queens Park Rangers | Championship   | 27         | 1          | 0     | 0     | —              | —              | 27     | 1      |
| 2021/22 | Queens Park Rangers | Championship   | 21         | 0          | 3     | 0     | —              | —              | 24     | 0      |
| Totaal  | Totaal              | Totaal         | 395        | 26         | 76    | 5     | 10             | 0              | 481    | 31     |

## Interlandcarrière
Wallace maakte zijn debuut in het Schots voetbalelftal op 10 oktober 2009, toen door een eigen doelpunt van Christophe Berra en een treffer van Keisuke Honda met 2–0 verloren werd van Japan. De vleugelverdediger mocht van bondscoach George Burley in de basis starten en hij speelde het gehele duel. De andere debutanten dit duel waren Ross Wallace (Preston North End), Stephen Hughes (Norwich City), Don Cowie (Watford), Craig Conway (Dundee United) en Graham Dorrans (West Bromwich Albion).
| Interlands van Lee Wallace voor Schotland | Interlands van Lee Wallace voor Schotland | Interlands van Lee Wallace voor Schotland | Interlands van Lee Wallace voor Schotland | Interlands van Lee Wallace voor Schotland | Interlands van Lee Wallace voor Schotland | Interlands van Lee Wallace voor Schotland |
| №                                         | Datum                                     | Wedstrijd                                 | Uitslag                                   | Competitie                                | Goals                                     |                                           |
| Als speler bij Heart of Midlothian        | Als speler bij Heart of Midlothian        | Als speler bij Heart of Midlothian        | Als speler bij Heart of Midlothian        | Als speler bij Heart of Midlothian        | Als speler bij Heart of Midlothian        | Als speler bij Heart of Midlothian        |
| ----------------------------------------- | ----------------------------------------- | ----------------------------------------- | ----------------------------------------- | ----------------------------------------- | ----------------------------------------- | ----------------------------------------- |
| 1                                         | 10 oktober 2009                           | Japan – Schotland                         | 2 – 0                                     | Vriendschappelijk                         |                                           |                                           |
| 2                                         | 14 november 2009                          | Wales – Schotland                         | 3 – 0                                     | Vriendschappelijk                         |                                           |                                           |
| 3                                         | 3 maart 2010                              | Schotland – Tsjechië                      | 1 – 0                                     | Vriendschappelijk                         |                                           |                                           |
| 4                                         | 11 augustus 2010                          | Zweden – Schotland                        | 3 – 0                                     | Vriendschappelijk                         |                                           |                                           |
| 5                                         | 7 september 2010                          | Schotland – Liechtenstein                 | 2 – 1                                     | EK 2012 kwalificatie                      |                                           |                                           |
| Als speler bij Rangers                    |                                           |                                           |                                           |                                           |                                           |                                           |
| 6                                         | 26 mei 2012                               | Verenigde Staten – Schotland              | 5 – 1                                     | Vriendschappelijk                         |                                           |                                           |
| 7                                         | 10 september 2013                         | Macedonië – Schotland                     | 1 – 2                                     | WK 2014 kwalificatie                      |                                           |                                           |
| 8                                         | 15 november 2013                          | Schotland – Verenigde Staten              | 0 – 0                                     | Vriendschappelijk                         |                                           |                                           |
| 9                                         | 11 november 2016                          | Engeland – Schotland                      | 3 – 0                                     | WK 2018 kwalificatie                      |                                           |                                           |
| 10                                        | 22 maart 2017                             | Schotland – Canada                        | 1 – 1                                     | Vriendschappelijk                         |                                           |                                           |

## Erelijst
| Third Division | 1 | 2012/13 |
| League One     | 1 | 2013/14 |
| Championship   | 1 | 2015/16 |